# Bundesautobahn 71
Bundesautobahn 71 (em português: Auto-estrada Federal 71) ou A 71, é uma auto-estrada na Alemanha.
A Bundesautobahn 71 tem 226 km de comprimento.

## Estados
Estados percorridos por esta auto-estrada:
- Saxônia-Anhalt
Turíngia
Baviera